# OMSI
《巴士模擬》（縮寫「OMSI」）是由專門設計模擬程式及插件的公司MR Software在2011年2月18日開發的模擬遊戲。在2013年12月12日，MR Software推出《巴士模擬2.0》。

## 簡介
OMSI巴士模擬系列第一代背景地圖以1989年當時仍未統一的西德西柏林斯潘道區和虛構城鎮君渡小鎮為遊戲主題，而第二代OMSI則以1986－1994年間柏林斯潘道區德國統一前後變化為主題，特別是柏林圍牆倒塌前後景況，並新增前東德勃蘭登堡州的法爾肯塞地圖和一條通往西柏林地鐵車站的地圖。
此遊戲二代版本雖然全部由德國人研發和設計，但由於其可自訂性，深受香港的巴士迷歡迎。有不少香港巴士迷網頁設有香港地圖和香港巴士車輛下載區，讓巴士愛好者能夠體驗模擬駕駛巴士的感覺，而OMSI已取代昔日巴士迷在MM2駕駛香港巴士和地圖的角色，但亦因近年香港玩家質素不斷下降，導致不少製作單位拒絕推出作品，炫耀、侵權、改車風氣亦因此於香港OMSI界盛行。

## 外部連結
- （英文）官方网站
- （英文）OMSI官方Wiki （页面存档备份，存于）
- （英文）OMSI官方論壇 （页面存档备份，存于）